# Oscinella brunnipennis
Oscinella brunnipennis är en tvåvingeart som beskrevs av Becker 1910. Oscinella brunnipennis ingår i släktet Oscinella och familjen fritflugor. Inga underarter finns listade i Catalogue of Life.